# レバンテUD
レバンテ・ウニオン・デポルティーバS.A.D.（Levante Unión Deportiva, S.A.D. (スペイン語: [leˈβantewˈnjon depoɾˈtiβa], [ʎeˈvant uˈnjo espoɾˈtiva])）は、スペイン・バレンシア州バレンシアに本拠地を置くサッカークラブ。
1909年9月9日に設立され、2025-26シーズンはプリメーラ・ディビシオンに所属している。ホームスタジアムはエスタディオ・シウダ・デ・バレンシア。

## 歴史

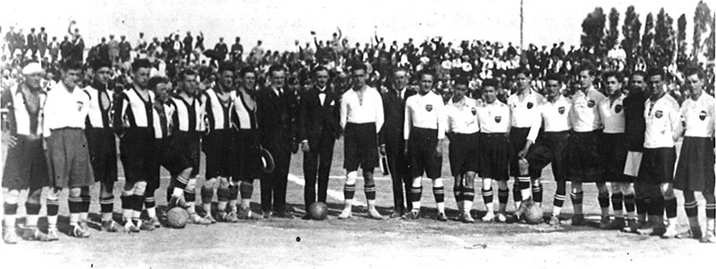
1932年のレバンテ対バレンシアCF

### 初期 (1909-1935)
1909年、ラ・マルバリョーサのレバンテ海岸から名を取り、レバンテFCとして設立された (2009年9月9日に創立100周年記念)。レバンテFCはバレンシアのサッカークラブの草分け的存在のひとつである。現在のローカルライバルであるバレンシアCFはまだ誕生していなかったが、バレンシアではカバニャルFCが1903年から活動していた。グラウンド所有者である香水業者の計画で、造船所近くのラ・プァトゥヘタでカバニャルFCとの初試合が行われた。次に使われたグラウンドも湾岸区域で、クラブは徐々に労働者階級と結びつけられて考えられるようになっていった。1919年には同年に設立されたバレンシアCFと初対戦し、0-1で敗れた。この試合はアルヒロス地区に完成した新しいグラウンドのお披露目試合であった。1928年にはバレンシア州選手権で初優勝し、クラブ初のタイトルを獲得した。

### ヒムナスティコFC
パトロナート・デ・ラ・フベントゥ・オブレラ、ウニベルシタリオFCとしてプレーしていたクラブが改名し、1909年にはヒムナスティコFCが誕生した。スペイン国王のアルフォンソ13世の庇護を受け、1920年までにレアル・ヒムナスティコCFと改名した。ヒムナスティコは1920年にバレンシア州選手権で決勝に進出したが、決勝は試合そのものが行われなかった。1931年にはスペイン第二共和政が成立し、クラブ名称からレアルの単語が抜け落ちた。1934-35シーズンのセグンダ・ディビシオン（2部）は10チームから24チームに拡大され、レバンテFCとヒムナスティコは揃ってデビューした。1935年、レバンテFCはバレンシア州、ムルシア州、アンダルシア州のチームが集って行われたレバンテ海岸選手権で優勝した。さらにコパ・デル・レイではバレンシアCFとFCバルセロナを相次いで破って準決勝に進出したが、準優勝したCEサバデルに敗れた。

### コパ・デ・ラ・エスパーニャ・リブレ
スペイン内戦中、レバンテFCとヒムナスティコはメディテラニアン・リーグ（地中海リーグ）に参加し、それぞれ5位と6位であった。このリーグに参加したチームはコパ・デ・ラ・エスパーニャ・リブレ（フリー・スペイン・カップ）にも参戦した。この大会はリーグの上位4クラブが参加するように意図されたものであったが、FCバルセロナがメキシコとアメリカ遠征に出発したため、結果としてレバンテFCが代わりに出場することになった。準決勝はレバンテFCとバレンシアCFとで行われ、1937年7月18日にモンジュイックで行われたバレンシア・ダービーはバレンシアCFの勝利に終わった。

### 2つのクラブの合併
スペイン内戦中にレバンテFCのグラウンドが破壊されたが、選手たちは無傷で残った。それと対照的に、ヒムナスティコはグラウンドは無事であったが選手の多くを失った。この結果、レバンテFCとヒムナスティコの2クラブは1939年に合併し、UDレバンテ＝ヒムナスティコとして再出発を切った。合併の2年後にはヒムナスティコの名を外してレバンテUDと名を変え、ホームのユニフォームカラーにはアスルグラーナ（青とえんじ）と呼ばれるヒムナスティコのカラーが使用された。この名称とユニフォームカラーは現在も変わらず残っており、アウェーのユニフォームカラ―にはレバンテFCが当初使用していた白と黒が使われている。

### 初のプリメーラ参戦
プリメーラ・ディビシオン（1部）への昇格は1960年代まで待たねばならなかった。1962-63シーズンはセグンダ・ディビシオンのグループ2を2位で終え、昇格プレーオフではデポルティーボ・ラ・コルーニャを2試合合計4-2で破って初のプリメーラ・ディビシオン昇格を決めた。1963-64シーズンはライバルのバレンシアCFに2試合とも勝利し、10位で初のシーズンを終えた。1964-65シーズンはFCバルセロナにホームで5-1と大勝したが、リーグ戦14位となり、昇降格プレーオフでCDマラガに敗れてセグンダ・ディビシオン降格となった。1965-66シーズンから約40年間はセグンダ・ディビシオンかテルセーラ・ディビシオン（1976-77シーズン以前は3部、1977-78シーズン以降は4部）またはセグンダ・ディビシオンB（3部、1977年に新設）で過ごし、この間にセグンダ・ディビシオンBで3回、テルセーラ・ディビシオンで1回優勝した。

### 2度目のプリメーラ参戦以降
2003-04シーズンにはセグンダ・ディビシオンで優勝し、49年ぶりのプリメーラ・ディビシオン昇格を果たしたが、1シーズンでセグンダ・ディビシオン降格となった。2005-06シーズンは3位となり、プリメーラ・ディビシオンに再昇格した。2006-07シーズンのホームでのバレンシア・ダービーは、リガ・ムスタファの2得点やサルバ・バジェスタとローラン・クルトワの得点で4-2と快勝した。2007-08シーズンは開幕から低迷し、7節終了後にアベル・レシーノ監督を解任したが、開幕10戦で1分9敗（3得点23失点）という有様であった。2008年1月には経営難による給料未払いが発覚し、同月の移籍期間にはサヴィオ、クリスティアン・リガノ、マルコ・ストラーリなど主力5選手が放出された。選手たちは給料未払いの一点について抗議し、デポルティーボ・ラ・コルーニャ戦の試合開始直後には（抗議の意味合いから）何秒間か動くことを拒否した。レアル・マドリード戦後にもストライキの可能性を示唆したが、結局ストライキは行われず、さらなる下部リーグへの降格処分も免れた。2節から最下位を動かず、4試合を残してセグンダ降格が決まった。
2008-09シーズンはセグンダでも最低クラスの年間予算700万ユーロであったが、2008年夏に就任したルイス・ガルシア・プラサ監督は及第点の8位に導いた。2009年春には会社倒産法を適用して経営再建に踏み出し、クラブ創設100周年の2009-10シーズンには、2010年6月13日のCDカステリョン戦(3-1)に勝利してプリメーラ・ディビシオン昇格を決めた。最終節はレアル・ベティスに0-4で大敗したが、ベティスはレバンテUDと同勝ち点の4位に終わっている。2010-11シーズン中には8戦連続無敗というプリメーラでのクラブ記録を打ち立て、エースのフェリペ・カイセドの活躍などもあって14位で残留を果たした。21節から32節までの12試合は8勝3分1敗で勝ち点27を稼ぎ、この期間に限ればFCバルセロナに次ぐ成績を残している。
2011-12シーズンはクラブの総予算がプリメーラ最少の2100万ユーロであり、選手年俸の総額が約800万ユーロ（約8億4000万円）という低額であった。フアン・イグナシオ・マルティネス監督は、キーパーのグスタボ・ムヌア、ディフェンスのハビ・ベンタやセルヒオ・バジェステロス、アタッカーのフアンルなど、30代のベテラン選手をチームの中心に据え、前任のルイス・ガルシア監督が目指した堅守速攻のスタイルを完成させた。2011年9月19日、ホームのシウタット・デ・バレンシアでレアル・マドリードから勝利を挙げると、10月2日にはレアル・ベティスに勝利してクラブ史上初となる首位（タイ）に浮上し、10月23日にはビジャレアルCFを3-0で勝利して単独首位に立った。また、8節のマラガCF戦では先発11人中9人が30代であり、平均年齢31.45歳はリーガ・エスパニョーラの先発メンバーにおける最高齢記録を更新した。その後、9試合未勝利という期間もあったが、最終的には6位でリーグ戦を終え、クラブ史上初めてUEFAヨーロッパリーグ出場権を獲得した。
2012-13シーズンは、初参戦したUEFAヨーロッパリーグでベスト16に進むなどの結果を残したが、リーグ戦では11位に終わり二年連続のUEFAヨーロッパリーグ出場は逃したものの残留となった。2013-14シーズンは正GKであったムヌアが移籍しながらも、後釜のケイロル・ナバスがリーグ最多セーブを記録して、そのシーズンのスペインプロリーグ機構のリーグ最優秀GKに選出される活躍を見せ、近年で最小の失点43という成績により10位で終えた。しかし2014-2015シーズンは監督であったホアキン・カパロスの退任に加え、前年の立役者であったナバスも移籍したため、序盤は降格圏に沈むなど低迷するも、2014年10月に招聘された元グラナダCF監督のルーカス・アルカラスがチームを立て直し最終的に14位で残留を果たした。そして2015-2016シーズンは序盤から下位に沈み、2015年10月に前年の残留の立役者であったアルカラス監督を解任して、ルビ新監督に立て直しを託したものの一度も降格圏から抜け出せず、2016年5月2日の第36節の対マラガCF戦に敗れると降格圏である18位以下でシーズンを終えることが確定し、2009-2010シーズン以来、7シーズンぶりのセグンダ降格が決定した。
2015-16シーズン、リーグ最終節マラガ戦に敗れ、リーグ最下位とセグンダ・ディビシオン降格が決まった。しかし、降格した2016-17シーズンにセグンダ優勝を果たし、1年でプリメーラ復帰が確定した。2017-18シーズンはシーズン早々にプリメーラ残留を決め、5月13日のFCバルセロナ戦ではエマニュエル・ボアテングのキャリア初ハットトリックなどによって5-4で大金星を挙げた。これにより、バルセロナはリーグ無敗記録が途絶え、無敗優勝は叶わなかった。

## ライバル関係
同じくバレンシアに本拠地を置くバレンシアCFとの試合はバレンシア・ダービーとして盛り上がる。20世紀初頭には、スペインサッカーリーグが創設されたことで、同じカテゴリーでの試合がほとんど行われなくなり、両クラブ間での対戦は減少した。 しかし、21世紀に入ってからは、レバンテが力をつけ始めていき、同カテゴリーでの試合が増えた。レバンテはバレンシアニスタを「チョトス」（バレンシア語で「xotos」）と軽蔑の意を込めて呼んでいる。また、エルチェCF、エルクレスCFとも強いライバル関係を持っている。
また、オランダのサッカークラブFCトゥウェンテとも非公式ではあるが、サポーター同士の繋がりがある。きっかけは2012-13シーズンのUEFAヨーロッパリーグで対戦したことだった。2014年2月にはレバンテのあるサポーターが亡くなったとき、トゥウェンテサポーターがホームスタジアムに亡くなったサポーターに向けての横断幕を掲げ、哀悼の意を示した。

## タイトル

### 国内タイトル
- コパ・デ・ラ・エスパーニャ・リブレ：1回
  - 1937
- セグンダ・ディビシオン：2回
  - 2003-04, 2016-17
- セグンダ・ディビシオンB：3回
  - 1988-89, 1995-96, 1998-99
- テルセーラ・ディビシオン：2回
  - 1943-44, 1972-73
- バレンシア州選手権優勝：1回
  - 1927-28
- レバンテ海岸選手権優勝：1回
  - 1934-35

## 成績

### 近年の成績
| シーズン | ディビジョン | ディビジョン | ディビジョン | ディビジョン | ディビジョン | ディビジョン | ディビジョン | ディビジョン | ディビジョン | コパ・デル・レイ |
| シーズン | リーグ       | 順位         | 試           | 勝           | 分           | 敗           | 得           | 失           | 点           | コパ・デル・レイ |
| -------- | ------------ | ------------ | ------------ | ------------ | ------------ | ------------ | ------------ | ------------ | ------------ | ---------------- |
| 2013-14  | 1部          | 10位         | 38           | 12           | 12           | 14           | 35           | 43           | 48           | 準々決勝敗退     |
| 2014-15  | 1部          | 14位         | 38           | 9            | 10           | 19           | 34           | 67           | 37           | 準々決勝敗退     |
| 2015-16  | 1部          | 20位         | 38           | 8            | 8            | 22           | 37           | 70           | 32           | 1回戦敗退        |
| 2016-17  | 2部          | 1位          | 42           | 25           | 9            | 8            | 57           | 32           | 84           | 2回戦敗退        |
| 2017-18  | 1部          | 15位         | 38           | 11           | 13           | 14           | 44           | 58           | 46           | ベスト16         |
| 2018-19  | 1部          | 15位         | 38           | 11           | 11           | 16           | 59           | 66           | 44           | ベスト16         |
| 2019-20  | 1部          | 12位         | 38           | 14           | 7            | 17           | 47           | 53           | 49           | ラウンド32       |
| 2020-21  | 1部          | 14位         | 38           | 9            | 14           | 15           | 46           | 57           | 41           | 準決勝敗退       |
| 2021-22  | 1部          | 19位         | 38           | 8            | 11           | 19           | 51           | 76           | 35           | 2回戦敗退        |
| 2022-23  | 2部          | 3位          | 42           | 18           | 18           | 6            | 46           | 30           | 72           | ベスト16         |
| 2023-24  | 2部          | 8位          | 42           | 13           | 20           | 9            | 49           | 45           | 59           | 2回戦敗退        |
| 2024-25  | 2部          |              |              |              |              |              |              |              |              | 1回戦敗退        |

### 過去の成績
| シーズン | ディビジョン | 順位 | コパ・デル・レイ |
| -------- | ------------ | ---- | ---------------- |
| 1929-30  | テルセーラ   | 2位  |                  |
| 1930-31  | テルセーラ   | 6位  |                  |
| 1931-32  | テルセーラ   | 1位  |                  |
| 1932-33  | テルセーラ   | 4位  | ベスト32         |
| 1933-34  | テルセーラ   | 5位  | ベスト32         |
| 1934-35  | セグンダ     | 3位  | 準決勝敗退       |
| 1935-36  | セグンダ     | 3位  | 2回戦敗退        |

| シーズン | ディビジョン | 順位 | コパ・デル・レイ |
| -------- | ------------ | ---- | ---------------- |
| 1929-30  | テルセーラ   | 3位  |                  |
| 1930-31  | テルセーラ   | 5位  |                  |
| 1931-32  | テルセーラ   | 3位  |                  |
| 1932-33  | テルセーラ   | 3位  |                  |
| 1933-34  | テルセーラ   | 3位  |                  |
| 1934-35  | セグンダ     | 6位  | 5回戦敗退        |
| 1935-36  | セグンダ     | 4位  | GS敗退           |

- レバンテUDとして

| シーズン | ディビジョン | 順位 | コパ・デル・レイ |
| -------- | ------------ | ---- | ---------------- |
| 1939-40  | セグンダ     | 1位  | 1回戦敗退        |
| 1940-41  | セグンダ     | 3位  | 準々決勝敗退     |
| 1941-42  | セグンダ     | 8位  | 1回戦敗退        |
| 1942-43  | 地域リーグ   | 1位  | 1回戦敗退        |
| 1943-44  | テルセーラ   | 1位  |                  |
| 1944-45  | テルセーラ   | 2位  |                  |
| 1945-46  | テルセーラ   | 1位  |                  |
| 1946-47  | セグンダ     | 6位  | ベスト16         |
| 1947-48  | セグンダ     | 5位  | 5回戦敗退        |
| 1948-49  | セグンダ     | 9位  | 4回戦敗退        |
| 1949-50  | セグンダ     | 13位 | 3回戦敗退        |
| 1950-51  | セグンダ     | 13位 |                  |
| 1951-52  | セグンダ     | 14位 |                  |
| 1952-53  | テルセーラ   | 2位  |                  |
| 1953-54  | テルセーラ   | 1位  |                  |
| 1954-55  | セグンダ     | 15位 |                  |
| 1955-56  | テルセーラ   | 1位  |                  |
| 1956-57  | セグンダ     | 11位 |                  |
| 1957-58  | セグンダ     | 4位  |                  |
| 1958-59  | セグンダ     | 2位  | ベスト32         |

| シーズン | ディビジョン | 順位 | コパ・デル・レイ |
| -------- | ------------ | ---- | ---------------- |
| 1959-60  | セグンダ     | 6位  | 1回戦敗退        |
| 1960-61  | セグンダ     | 6位  | 1回戦敗退        |
| 1961-62  | セグンダ     | 6位  | 1回戦敗退        |
| 1962-63  | セグンダ     | 2位  | ベスト16         |
| 1963-64  | プリメーラ   | 10位 | ベスト32         |
| 1964-65  | プリメーラ   | 14位 | ベスト16         |
| 1965-66  | セグンダ     | 5位  | 1回戦敗退        |
| 1966-67  | セグンダ     | 4位  | ベスト32         |
| 1967-68  | セグンダ     | 14位 | 1回戦敗退        |
| 1968-69  | テルセーラ   | 3位  |                  |
| 1969-70  | テルセーラ   | 4位  | 3回戦敗退        |
| 1970-71  | テルセーラ   | 12位 | 1回戦敗退        |
| 1971-72  | テルセーラ   | 6位  | 2回戦敗退        |
| 1972-73  | テルセーラ   | 1位  | 3回戦敗退        |
| 1973-74  | セグンダ     | 19位 | 5回戦敗退        |
| 1974-75  | テルセーラ   | 2位  | 4回戦敗退        |
| 1975-76  | テルセーラ   | 1位  | 1回戦敗退        |
| 1976-77  | セグンダ     | 18位 | 2回戦敗退        |
| 1977-78  | セグンダB    | 4位  | 3回戦敗退        |
| 1978-79  | セグンダB    | 1位  | 2回戦敗退        |

| シーズン | ディビジョン | 順位 | コパ・デル・レイ |
| -------- | ------------ | ---- | ---------------- |
| 1979-80  | セグンダ     | 10位 | 3回戦敗退        |
| 1980-81  | セグンダ     | 9位  | ベスト16         |
| 1981-82  | セグンダ     | 19位 | 3回戦敗退        |
| 1982-83  | テルセーラ   | 2位  | 2回戦敗退        |
| 1983-84  | テルセーラ   | 2位  | 2回戦敗退        |
| 1984-85  | セグンダB    | 11位 | 2回戦敗退        |
| 1985-86  | セグンダB    | 10位 |                  |
| 1986-87  | テルセーラ   | 2位  |                  |
| 1987-88  | セグンダB    | 6位  | 3回戦敗退        |
| 1988-89  | セグンダB    | 1位  | 2回戦敗退        |
| 1989-90  | セグンダ     | 15位 | 1回戦敗退        |
| 1990-91  | セグンダ     | 19位 | 3回戦敗退        |
| 1991-92  | セグンダB    | 11位 | 3回戦敗退        |
| 1992-93  | セグンダB    | 9位  | 2回戦敗退        |
| 1993-94  | セグンダB    | 3位  | 3回戦敗退        |
| 1994-95  | セグンダB    | 1位  | 1回戦敗退        |
| 1995-96  | セグンダB    | 1位  | 3回戦敗退        |
| 1996-97  | セグンダ     | 9位  | 2回戦敗退        |
| 1997-98  | セグンダ     | 22位 | 1回戦敗退        |
| 1998-99  | セグンダB    | 1位  | ベスト16         |

| シーズン | ディビジョン | 順位 | コパ・デル・レイ |
| -------- | ------------ | ---- | ---------------- |
| 1999-00  | セグンダ     | 7位  | 予選敗退         |
| 2000-01  | セグンダ     | 8位  | ベスト32         |
| 2001-02  | セグンダ     | 19位 | ベスト32         |
| 2002-03  | セグンダ     | 4位  | ベスト64         |
| 2003-04  | セグンダ     | 1位  | ベスト16         |
| 2004-05  | プリメーラ   | 18位 | ベスト32         |
| 2005-06  | セグンダ     | 3位  | 1回戦敗退        |
| 2006-07  | プリメーラ   | 15位 | ベスト32         |
| 2007-08  | プリメーラ   | 20位 | ベスト16         |
| 2008-09  | セグンダ     | 8位  | 2回戦敗退        |
| 2009-10  | セグンダ     | 3位  | 2回戦敗退        |
| 2010-11  | プリメーラ   | 14位 | ベスト16         |
| 2011-12  | プリメーラ   | 6位  | 準々決勝敗退     |
| 2012-13  | プリメーラ   | 11位 | ベスト16         |
| 2013-14  | プリメーラ   | 10位 | 準々決勝敗退     |
| 2014-15  | プリメーラ   | 14位 | ベスト16         |
| 2015-16  | プリメーラ   | 20位 | ベスト32         |
| 2016-17  | セグンダ     | 1位  | 2回戦敗退        |
| 2017-18  | プリメーラ   | 15位 | ベスト16         |
| 2018-19  | プリメーラ   | 15位 | ベスト16         |

| シーズン | ディビジョン | 順位 | コパ・デル・レイ |
| -------- | ------------ | ---- | ---------------- |
| 2019-20  | プリメーラ   | 12位 | ベスト32         |
| 2020-21  | プリメーラ   | 14位 | 準決勝敗退       |
| 2021-22  | プリメーラ   | 19位 | 2回戦敗退        |
| 2022-23  | セグンダ     | 3位  | ベスト16         |
| 2023-24  | セグンダ     | 8位  | 2回戦敗退        |
| 2024-25  | セグンダ     |      | 1回戦敗退        |

- レバンテFC

2シーズン : セグンダ・ディビシオン
5シーズン : テルセーラ・ディビシオン
- ヒムナスティコFC

2シーズン : セグンダ・ディビシオン
5シーズン : テルセーラ・ディビシオン
- レバンテUD

16シーズン : プリメーラ・ディビシオン
41シーズン : セグンダ・ディビシオン
12シーズン : セグンダ・ディビシオンB
16シーズン : テルセーラ・ディビシオン
1シーズン : ディビシオネス・レヒオナレス

## 欧州の成績
| シーズン | 大会                 | ラウンド   | 対戦相手       | ホーム | アウェー     | 合計 |  |
| -------- | -------------------- | ---------- | -------------- | ------ | ------------ | ---- |  |
| 2012-13  | UEFAヨーロッパリーグ | プレーオフ | マザーウェル   | 1-0    | 2-0          | 3-0  |  |
| 2012-13  | UEFAヨーロッパリーグ | グループL  | トゥウェンテ   | 3-0    | 0-0          | 2位  |  |
| 2012-13  | UEFAヨーロッパリーグ | グループL  | ハノーファー96 | 2-2    | 1-2          | 2位  |  |
| 2012-13  | UEFAヨーロッパリーグ | グループL  | ヘルシンボリIF | 1-0    | 3-1          | 2位  |  |
| 2012-13  | UEFAヨーロッパリーグ | ラウンド32 | オリンピアコス | 3-0    | 1-0          | 4-0  |  |
| 2012-13  | UEFAヨーロッパリーグ | ラウンド16 | ルビン・カザン | 0-0    | 0-2 (a.e.t.) | 0-2  |  |

## 現所属メンバー
2025年2月14日現在
注：選手の国籍表記はFIFAの定めた代表資格ルールに基づく。
| No. | Pos. |                 | 選手名                       |
| --- | ---- | --------------- | ---------------------------- |
| 1   | GK   | スペイン        | ホアン・フェメニアス         |
| 4   | DF   | スペイン        | アドリアン・デ・ラ・フエンテ |
| 5   | DF   | スペイン        | アレックス・バジェ           |
| 6   | MF   | ジョージア (国) | ギオルギ・コチョラシュヴィリ |
| 7   | FW   | スペイン        | ウナイ・エルゲゼバル         |
| 8   | MF   | スペイン        | アンヘル・アルゴビア ()      |
| 9   | FW   | スペイン        | イヴァン・ロメロ             |
| 10  | MF   | スペイン        | ビセンテ・イボーラ           |
| 11  | FW   | スペイン        | ホセ・ルイス・モラレス       |
| 13  | GK   | スペイン        | アルフォンソ・パストール     |
| 14  | DF   | スペイン        | ジョルジ・カベーロ           |
| 16  | DF   | スペイン        | ディエゴ・パンピン           |

| No. | Pos. |          | 選手名                     |
| --- | ---- | -------- | -------------------------- |
| 18  | DF   | スペイン | イグナシ・ミケル           |
| 19  | FW   | スペイン | アレックス・フォレス       |
| 20  | MF   | スペイン | オリオル・レイ             |
| 21  | MF   | スペイン | セルヒオ・ロサーノ         |
| 22  | DF   | スペイン | マヌ・サンチェズ           |
| 23  | MF   | スペイン | パブロ・マルティネス       |
| 24  | FW   | スペイン | カルロス・アルバレス       |
| 29  | DF   | スペイン | マルコス・ナバーロ         |
| 30  | MF   | スペイン | ヴィクトル・フェルナンデス |
| 31  | DF   | スペイン | シャビ・グランデ           |
| 32  | GK   | スペイン | アレハンドロ・プリモ       |
| 37  | FW   | スペイン | カルロス・エスピ           |

監督
- フリアン・カレロ（英語版）

### リザーブチーム
注：選手の国籍表記はFIFAの定めた代表資格ルールに基づく。
| No. | Pos. |          | 選手名               |
| --- | ---- | -------- | -------------------- |
| 27  | MF   | スペイン | エドガー・アルカニス |

### ローン移籍
in
注：選手の国籍表記はFIFAの定めた代表資格ルールに基づく。
| No. | Pos. |          | 選手名                                  |
| --- | ---- | -------- | --------------------------------------- |
| 19  | FW   | スペイン | アレックス・フォレス (ビジャレアルCF B) |

out
注：選手の国籍表記はFIFAの定めた代表資格ルールに基づく。
| No. | Pos. |          | 選手名                            |
| --- | ---- | -------- | --------------------------------- |
| --  | GK   | スペイン | パブロ・クニャト (カルタヘナ)     |
| --  | MF   | スペイン | オスカル・クレメンテ (カルタヘナ) |

| No. | Pos. |          | 選手名                        |
| --- | ---- | -------- | ----------------------------- |
| --  | GK   | スペイン | ダニ・マルティン (マルベジャ) |

## 歴代監督
- ホセ・フンコサ 1972-1973
- フェルディナンド・ダウチーク 1974-1975, 1975
- ファンデ・ラモス 1994-1995
- カンタレロ 2002-2003
- マヌエル・プレシアード 2003-2004
- ベルント・シュスター 2004-2005
- フアン・ラモン・ロペス・カロ 2006.7-2007.1
- アベル・レシーノ 2007.1-2007.10
- ジャンニ・デ・ビアージ 2007.10-2008.4
- ルイス・ガルシア・プラサ 2008.7-2011
- ホアキン・カパロス 2013-2014
- ホセ・ルイス・メンディリバル 2014
- ルーカス・アルカラス 2014-2015.10
- ルビ (2015-2016)
- フアン・ムニス (2016-2018)
- パコ・ロペス (2018-2021)
- メディ・ナフティ (2022)
- ハビエル・カジェハ (2022-2024)
- フェリペ・ミニャンブレス (2024)
- フリアン・カレロ（英語版） (2024-)

## 歴代所属選手

### GK
- アレクサンダル・コツィッチ 1996
- フランシスコ・モリーナ 2006-2007
- マルコ・ストラーリ 2007-2008.1
- グスタボ・ムヌア 2010-2013
- ケイロル・ナバス 2011-2014
- ミッチェル・ランゲラック 2017-2018

### DF
- フアンフラン 1994-1997, 2010-2016
- セルヒオ・バジェステロス 1994-1996, 2008-2013
- ローレン・エタメ・マイヤー 1997-1998
- イニャキ・デスカルガ 2000-2008
- イアン・ハート 2004-2007
- ヨハン・ミャルビー 2004-2005
- フレデリック・デウ 2006-2007
- ゼ・マリア 2006-2007
- ミゲル・ロブステ 2007-2011
- ブルーノ・チリッロ 2007

- アルマンド・ロサーノ 2007-2008
- ダビド・セラヘリア 2008-2011
- フランシスコ・モリネーロ 2008-2009
- ハビ・ベンタ 2010-2012
- アシエル・デル・オルノ 2011-2012
- グスタボ・カブラル 2011-2012
- ダビド・ナバーロ 2012-
- クリスティアン・レル 2012-2014.1
- オスカル・ドゥアルテ 2019-
- シュコドラン・ムスタフィ 2021-

### MF
- マルセリーノ・ガルシア・トラル 1990-1991
- ビセンテ・ロドリゲス 1997-2000
- ファビオ・セレスティーニ 2004-2005
- フェリックス・エティアン 1997-2008
- モハメド・エル・ヤッゴビ 2001
- セルジオ・ドゥダ 2002-2003
- ディエゴ・カマーチョ 2004-2007
- シルバン・エンディアエ 2005-2007
- カルメロ・ゴンサレス 2005-2006
- ダミアーノ・トンマージ 2006-2008

- ローラン・ロベール 2006-2007.11
- オリビエ・カポ 2006-2007
- サヴィオ 2007-2008.1
- ペドロ・レオン 2007-2008
- ミゲル・パジャルド 2008-2012
- ビセンテ・イボーラ 2008-2013
- ダリウシュ・ドゥドゥカ 2012-2013
- アンドレアス・イヴァンシッツ 2013-2015
- エニス・バルディ 2017-
- ネマニャ・ラドヤ 2019-

### FW
- ファース・ヴィルケス 1958-1959
- ヨハン・クライフ 1980-1981
- ドラギシャ・ビニッチ 1989-1990
- トミスラフ・エルツェッグ 1999-2000
- サリージャス 1999-2001
- プレドラグ・ミヤトヴィッチ 2002-2003
- セルヒオ・ガルシア 2004-2005
- ムスタファ・リガ 2005-2008
- ペギー・リュインドゥラ 2006-2007
- アルベール・メヨン・ゼ 2006-2007

- ニノ 2006-2008
- サルバ・バジェスタ 2007
- クリスティアン・リガノ 2007-2008.1
- ショタ・アルベラーゼ 2008
- シスコ・ナダル 2008-2011
- アルナ・コネ 2011-2012
- テオファニス・ゲカス 2012-2012.11
- オバフェミ・マルティンス 2012-2013.3
- ホセ・ルイス・モラレス 2013-
- ロベルト・ソルダード 2021-